# Nullsoft
Nullsoft è stata una software house fondata nel 1997 da Justin Frankel. Tra i suoi software più famosi troviamo il player Winamp e il server di streaming MP3 SHOUTcast. Ha riscosso popolarità il loro installer open source NSIS, alternativa ai prodotti commerciali come InstallShield. Il nome della compagnia è una parodia di Microsoft, derivando dal fatto che null è più piccolo di micro. La mascotte della compagnia è Mike the Llama; usato spesso nei materiali promozionali (specialmente per Winamp).
Gli ultimi prodotti includono il formato Nullsoft Streaming Video (NSV), progettato per realizzare stream con qualsiasi codec audio o video. NSV è usato nel progetto "Nullsoft Television", e nel sistema Ultravox, ancora sotto sviluppo. Nullsoft è anche famosa per la creazione di Gnutella e WASTE.
Nullsoft è stata venduta ad America Online il primo giugno 1999, e da allora è una sussidiaria di quest'ultima. L'11 novembre 2004, le notizie riportano che AOL ha sciolto il gruppo, lasciando solo tre impiegati Nullsoft. La Nullsoft è una divisione di AOL Music.
Va notato, inoltre, che il supporto del 'contenitore' NSV, e dei codec usualmente impiegati nello stream NSV (VP3/VP5/VP6 per il video e MP3/AAC per l'audio), sono implementati nei player opensource MPlayer e VLC. Solo l'audio codec VLB non è implementato, assieme ad alcuni stream video che necessitano di un meccanismo di decompressione extra.